# 雷索希爾河

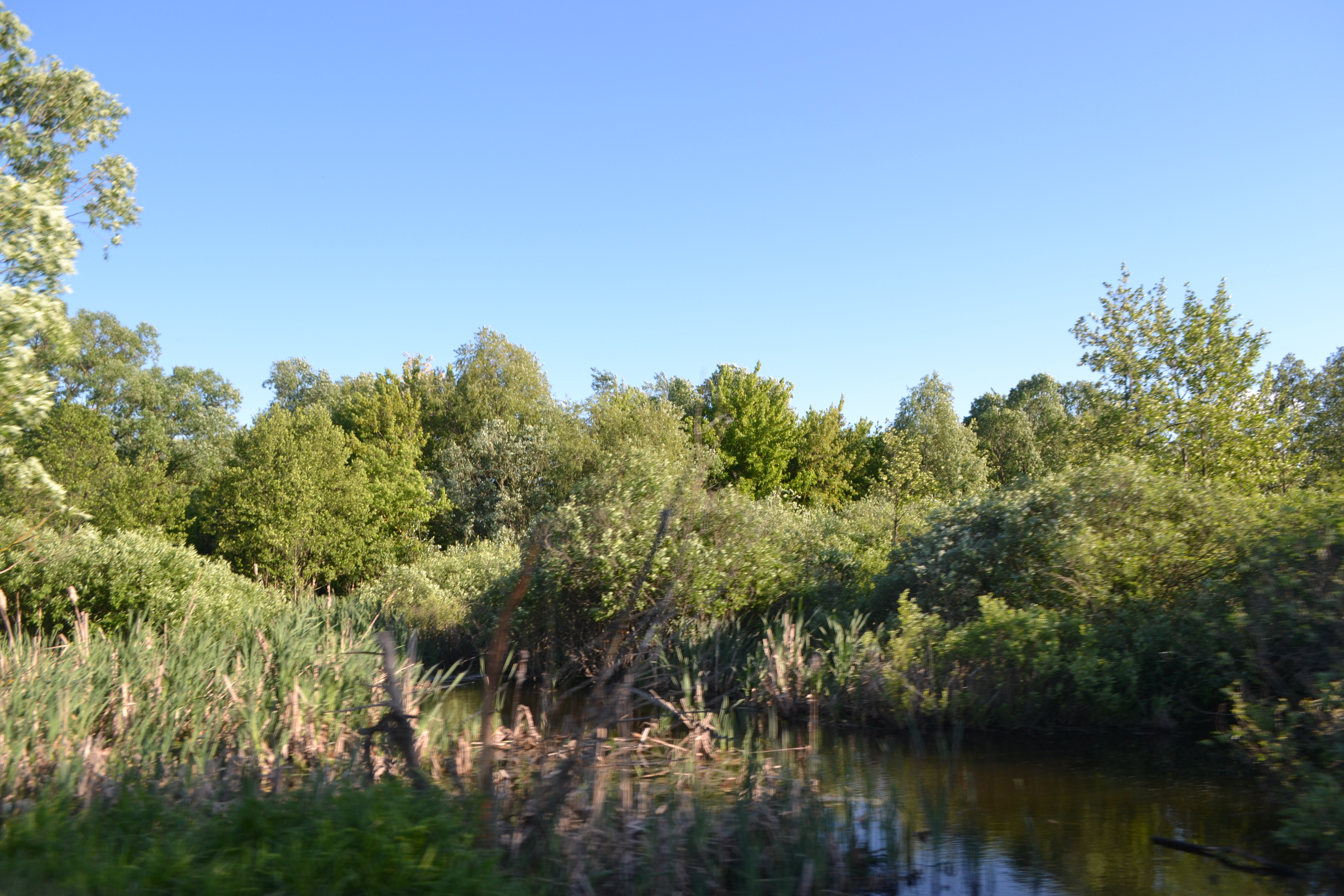
雷索希爾河

雷索希爾河（烏克蘭語：Лисогір），是烏克蘭的河流，位於該國北部，屬於烏代河的左支流，發源自雷索霍雷，流經切爾尼戈夫州，河道全長61公里，流域面積1,042平方公里。